# Точність вимірювань
То́чність вимі́рювань (англ. accuracy of measurement) — головна характеристика якості вимірювання, що відображає близькість результату вимірювання до істинного значення вимірюваної фізичної величини.
Точність результату вимірювання (англ. accuracy of measurement) — одна з головних характеристик якості вимірювання, що відображає близькість до нуля похибки результату вимірювання.
Точність (англ. accuracy) — ступінь наближення результату вимірювання до прийнятого опорного значення.

## Кількісні міри точності
З визначення випливає, що чим ближчим є результат вимірювання до істинного значення фізичної величини, тим точнішим є вимірювання і навпаки. Точність вимірювання не має числового вираження, а є суто якісною характеристикою.
Кількісною оцінкою точності вимірювання є похибка вимірювання або невизначеність вимірювання. Це обумовлено тим, що існує два основні підходи, щодо оцінювання точності результату вимірювання, які спираються відповідно на теорію похибок вимірювання та теорію невизначеності у вимірюваннях.
В галузі кількісного хімічного аналізу набув поширення також підхід, коли точність кількісно оцінюється через правильність та збіжність, тобто, через два параметри.

## Засоби досягнення точності
Підвищити точність вимірювань можна шляхом зменшення ступеня квантування {\displaystyle [Q]} і розмаху {\displaystyle W} значень сукупності результатів вимірювання. При вимірюванні зі сталим ступенем квантування, підвищити точність можна тільки шляхом зменшення розмаху значень результатів вимірювання.